# Norra Länsmansvattnet
Norra Länsmansvattnet är en sjö i Krokoms kommun i Jämtland och ingår i Indalsälvens huvudavrinningsområde. Sjön har en area på 0,28 kvadratkilometer och ligger 757,2 meter över havet. Norra Länsmansvattnet ligger i Gråberget-Hotagsfjällen Natura 2000-område.

## Delavrinningsområde
Norra Länsmansvattnet ingår i det delavrinningsområde (711261-144719) som SMHI kallar för Utloppet av Norra Länsmansvattnet. Medelhöjden är 788 meter över havet och ytan är 2,38 kvadratkilometer. Det finns inga avrinningsområden uppströms utan avrinningsområdet är högsta punkten. Vattendraget som avvattnar avrinningsområdet har biflödesordning 3, vilket innebär att vattnet flödar genom totalt 3 vattendrag innan det når havet efter 297 kilometer. Avrinningsområdet består mestadels av skog (51 procent) och kalfjäll (35 procent). Avrinningsområdet har 0,34 kvadratkilometer vattenytor vilket ger det en sjöprocent på 14,4 procent.